# Prisões secretas da CIA

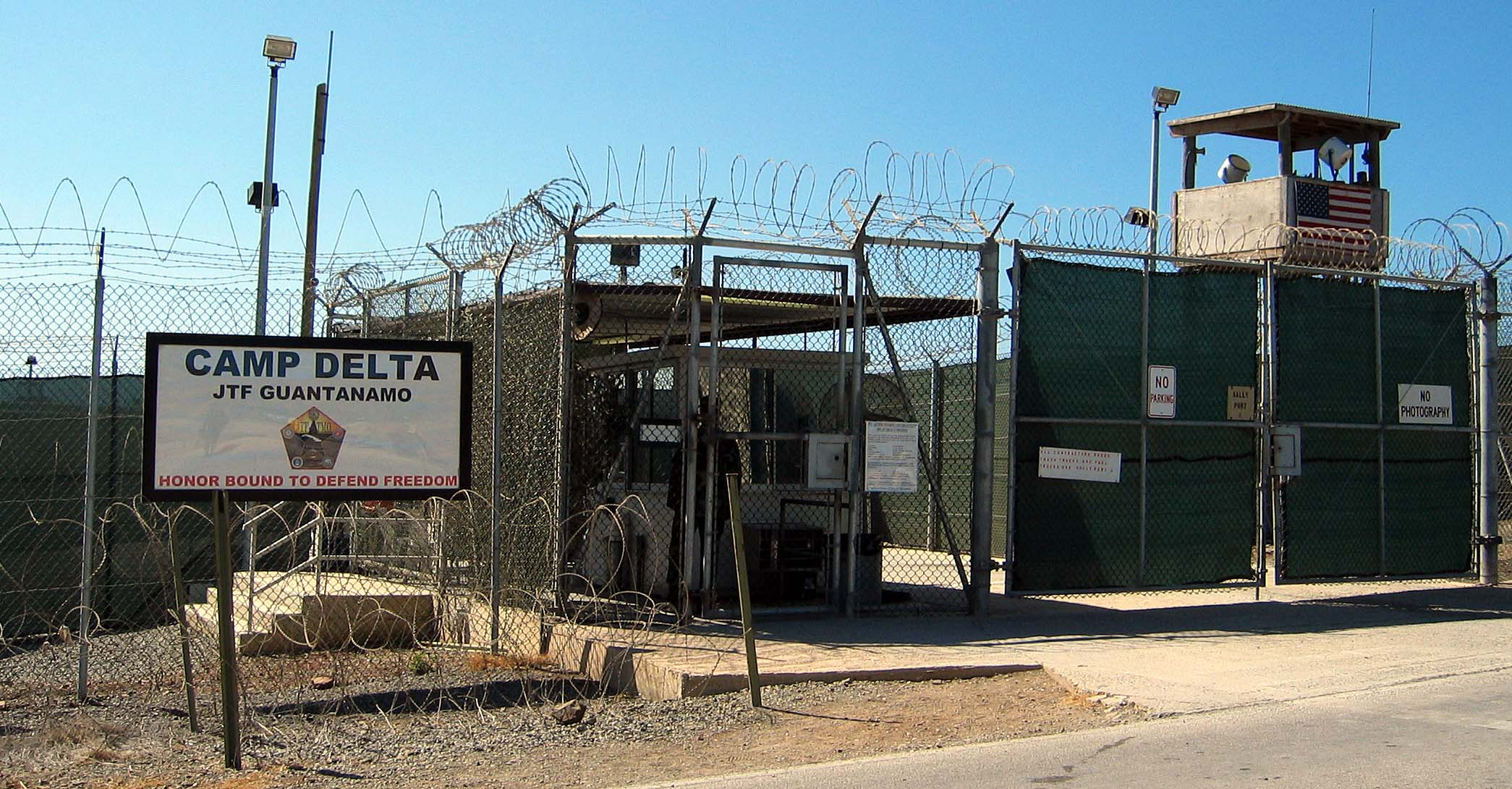
Campo Delta em Guantánamo, Cuba

As prisões secretas da CIA, conhecidas em inglês como black sites, são unidades carcerárias secretas mantidas em outros países pela Central Intelligence Agency (CIA) do governo dos Estados Unidos. O termo vem aumentando em uso desde o início da "Guerra contra o Terrorismo" promovida pela administração de George W. Bush, em que se especula que tais prisões são utilizadas para o encarceramento de inimigos acusados de terrorismo. A existência de tais locais foi negada pelo governo norte-americano, até 6 de setembro de 2006 quando o presidente George W. Bush reconheceu que há prisões secretas mantidas pela CIA.

## Supostosblack sites
| Os Estados Unidos e supostos black sites da CIA Rendições extraordinárias supostamente ocorreram destes países Detidos foram supostamente transportados por estes países Detidos supostamente desembarcaram nestes países Fontes: Anistia Internacional, Human Rights Watch e este artigo |

- Oriente Médio

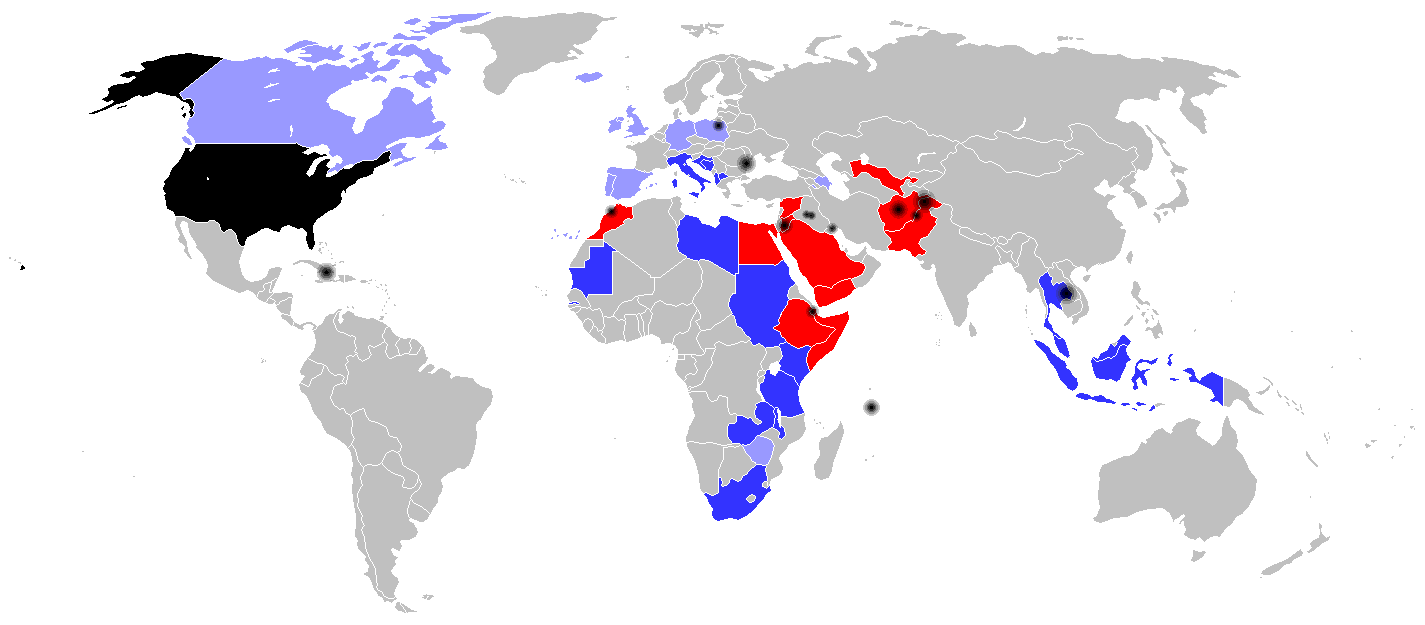
Os Estados Unidos e supostos black sites da CIA
Rendições extraordinárias supostamente ocorreram destes países
Detidos foram supostamente transportados por estes países
Detidos supostamente desembarcaram nestes países
Fontes: Anistia Internacional, Human Rights Watch e este artigo

  - Afeganistão: A prisão na Base Aérea de Bagram ficava inicialmente instalada numa fábrica de tijolos abandonada próxima a Cabul conhecida como "Salt Pit",[3] mas que mais tarde foi transferida para a base após um jovem afegão morrer devido à hipotermia, após ter sido deixado nu e acorrentado ao chão. Durante esse período, houve vários incidentes de abuso e tortura de prisioneiros (mas relacionados a prisioneiros não-secretos e na parte que não era operada pela CIA). Em algum ponto antes de 2005, a prisão foi transferida novamente, desta vez para um ponto desconhecido. Contêineres de metal na Base Aérea de Bagram foram relatados como black sites.[4] Alguns detidos de Guantánamo disseram ter sido torturados numa prisão que eles chamaram de "a prisão escura", também próxima a Cabul.[5]
  - Iraque: Abu Ghraib foi revelada como black site e foi o centro de um grande escândalo de abuso de prisioneiros.[6] Camp Bucca e Camp Cropper (próximo ao Aeroporto Internacional de Bagdá) também foram denunciados.
  - Jordânia: Um jornal israelense publicou que a prisão Al Jafr é um black site.[7]
  - Paquistão: Foram relatados black sites em Alizai, Kohat e Peshāwar[carece de fontes?].
- Europa
  - Vários países europeus negaram hospedar black sites: República Checa, Hungria, Polónia, Rússia, Roménia, Arménia, Geórgia, Letónia e Bulgária. Um porta-voz do governo da Eslováquia disse que o país não possui black sites, mas o porta-voz do serviço de inteligência disse que não iria revelar informações sobre possíveis black sites à imprensa. O comissário de Justiça da União Europeia, Franco Frattini, fez um pedido sem precedentes para a suspensão do direito de voto para qualquer Estado-membro que se descobrir que está hospedando black sites da CIA.
  - Bulgária[8]
  - Macedônia[8]
  - Romênia: Apesar do ministro do Interior Vasile Blaga ter assegurado à União Europeia que o Aeroporto Internacional Mihail Kogălniceanu é utilizado apenas como ponto de fornecimento de equipamentos, e nunca para detenção, há relatos do oposto. Um fax interceptado pelo sistema de interceptação suíço Onyx, do Ministério de Relações Exteriores egípcio para sua embaixada em Londres, Reino Unido declarava que 23 prisioneiros foram interrogados clandestinamente pelos EUA na base.[9][10][11]
  - Ucrânia[8] (negou hospedar tais prisões)[12]
- Ásia
  - Na Tailândia, uma estação retransmissora da rádio Voice of America em Udon Thani foi relatada como black site. O primeiro-ministro Thaksin Shinawatra negou tais alegações.[13]
- África
  - Djibouti[14]
  - Egito, Líbia, Marrocos[15][16]
- Oceano Índico
  - A base naval dos EUA na ilha de Diego Garcia foi apontada como black site, mas autoridades britânicas negaram.[17]
- Locais móveis
  - Navio de guerra USS Bataan: oficialmente, é um navio militar norte-americano, e não é um black site como definido acima. No entanto, vem sendo utilizado pelo comando militar dos EUA como local temporário para início de interrogatórios (após o qual os prisioneiros são transferidos a outras instalações, possivelmente incluindo black sites).[18][19][20]
  - N221SG, um Lear Jet 35
  - N44982, um Gulfstream V (também conhecido por N379P)[21][22]
  - N8068V, um Gulfstream V
  - N4476S, um Boeing Business Jet[23][24]

## Respostas

### Da administração dos Estados Unidos

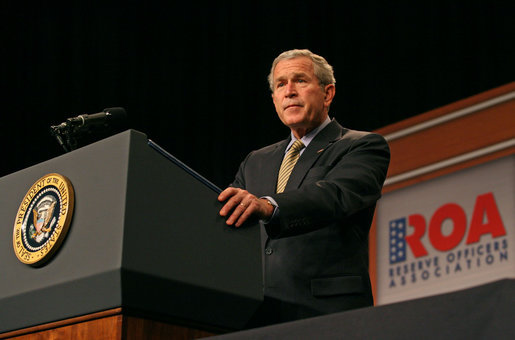
O presidente Bush fala sobre as ações da Guerra contra o Terrorismo promovida por sua administração.

Respondendo as alegações, a secretária de Estado Condoleezza Rice declarou em 5 de dezembro que os Estados Unidos não tinham violado a soberania de nenhum país na extradição de suspeitos de terrorismo, e que os indivíduos nunca foram extraditados para países onde acredita-se que eles possam ser torturados. Alguns jornalistas apontaram que os comentários de Rice não excluem a possibilidade de prisões operadas com o conhecimento da nação onde estão localizadas, ou a possibilidade das "promessas" feitas por tais nações não serem verdadeiras. De fato, em 6 de setembro de 2006, o presidente Bush admitiu publicamente a existência de prisões secretas e que muitos dos detidos que ocupam tais lugares estão sendo transferidos para Guantánamo em Cuba.
Em um discurso em 29 de setembro de 2006, o presidente Bush declarou que "uma vez capturados, Abu Zubaydah, Ramzi Binalshibh e Khalid Sheikh Mohammed ficaram sob custódia da CIA. O interrogatório desses e de outros suspeitos de terrorismo forneceu informações que nos ajudaram a proteger o povo dos EUA. Eles nos ajudaram a acabar com uma célula terrorista asiática responsável por ataques dentro dos Estados Unidos. Eles nos ajudaram a encerrar uma operação da al-Qaeda que desenvolvia antraz para ataques terroristas. Eles nos ajudaram a deter um ataque planejado a uma concentração de fuzileiros navais dos EUA no Djibouti, e a prevenir ataques ao consulado dos EUA em Karachi, e a deter um plano para seqüestrar aviões comerciais no Aeroporto Heathrow e no Canary Wharf de Londres".
Em 21 de abril de 2006, Mary O. McCarthy, uma analista de longo tempo da CIA, foi demitida por vazar informações secretas para uma jornalista do Washington Post, Dana Priest, que recebeu o Prêmio Pulitzer por suas revelações sobre black sites da CIA. Alguns especularam que a informação supostamente vazada poderia ter incluído informações sobre as prisões. O advogado de McCarthy, no entanto, alegou que sua cliente "não teve acesso à informação pela qual é acusada de ter vazado". O Washington Post colocou em dúvida a conexão entre os black sites e sua demissão.

### Das Nações Unidas

Países afetados pelos eventos segundo a Open Society.

Em 19 de maio de 2006, o Comitê contra a Tortura da Organização das Nações Unidas, responsável pela verificação do cumprimento da Convenção das Nações Unidas contra a Tortura (o tratado mundial antitortura) recomendou que os Estados Unidos parem de manter detidos em prisões secretas e interrompam a prática de extraditar prisioneiros para países onde possam ser torturados. A decisão foi tomada em Genebra após dois dias de audiências nas quais uma delegação dos Estados Unidos com 26 membros defendeu a prática.